# Кореографија
Кореографија (грч. χορογραφία дословни превод — записивање игре) представља посебну уметничку дисциплину у стварању сценско–музичких играчких дела. Компоновање, аранжирање сложених играчких елемената у јединствену формално садржајну целину усклађену са музичком основом. У такозваном класичном балету ово компоновање мора да следи бројне каноне, док у модерној игри кореографи користе слободније форме. Кореограф је музичко–сценски уметник који се у позоришту бави креирањем играчких аранжмана (корака, покрета, фигура и слично) за позоришну представу (балетску, драмску, оперску). Најсложеније су поставке целовечерњих балетских представа. Најчешће се балетски играчи са богатим играчким искуством и посебним талентом за ову врсту креативног рада, пред крај своје активне играчке каријере опредељују за кореографски посао.

## Етимологија
Реч кореографија (грч. χορογραφία) дословно значи "писање плеса" а настала је од грчких речи "χορο" што значи "кружни плес", или буквално "играм у колу", и "γραφία" што значи "писати, бележити". Први пут се појавила у америчко–енглеском речнику 1950их година, а реч кореограф (грч. χορογραφ) је први пут употребљена као заслуга Џорџа Баланчина у Бродвејском мјузиклу На твојим прстима 1936. године. Пре тога, за сценске или филмске заслуге су се користиле фразе попут "саставе приредио", "плесове приредио", или једноставно "плесови" за означавање кореографа.
У ренесансној Италији плесни мајстори су стварали покрете за друштвене игре које су подучаване, док су сценски балети настајали на сличан начин. У Француској у 16. веку, француски дворски плесови су развијени по уметничком обрасцу. У 17. и 18. веку друштвени плес се више одваја од позоришних плесних представа. Током овог времена реч кореографија је примењена на писани запис о плесовима, који је касније постао познат као нотација плеса, са значењем кореографије која је прешла на њену садашњу употребу као композицију низа покрета који чине плесну представу.
Модерни плес донео је нови, природнији стил кореографије, укључујући руског кореографа Мишела Фокина (1880-1942) и Изадору Данкан (1878-1927), и од тада стилови варирају између реалистичке репрезентације и апстракције. Мерс Канингхам, Џорџ Баланчин и сир Фредерик Аштон су били утицајни кореографи класичног или апстрактног плеса, али Баланчин и Аштон, заједно са Мартом Грајам, Леонидом Масином, Џеромом Робинс и другима, такође су креирали репрезентативна дела. Изадора Данкан је волела природни покрет и импровизацију. Рад Алвина Ејлија (1931-1989), афроамеричког плесача, кореографа и активисте, обухватао је многе стилове плеса, укључујући балет, џез, модерни плес и позориште.

## Технике плесне кореографије
Плесови су дизајнирани применом једне или обе од ових основних кореографских метода:
- Импровизација, у којој кореограф даје играчима партитуру (тј. генерализоване директиве) која служи као смернице за импровизовани покрет и форму. На пример, партитура може упутити једног плесача да се повуче од другог плесача, који је заузврат упућен да избегне повлачење, или може да одреди низ покрета који треба да се изводе на импровизовани начин током музичке фразе, као у контра плесној кореографији.[10][11] Импровизацијске партитуре обично нуде широку слободу за личну интерпретацију плесача.
- Планирана кореографија, у којој кореограф диктира покрет и форму до детаља, остављајући мало или нимало могућности плесачу да изврши личну интерпретацију.[12]

## Кореографија данас
Данас су главна правила кореографије да она мора да уведе неку врсту реда у извођењу, у оквиру три димензије простора као и четврте димензије времена и могућности људског тела.
У сценским уметностима, кореографија се односи на људски покрет и форму. У плесу, кореографија је позната као плесна кореографија или плесна композиција. Кореографија се такође користи у разним другим областима, укључујући оперу, чирлидинг, позориште, марширајући бенд, синхроно пливање, кинематографију, клизање, гимнастику, модне ревије, шоу хор, кардистрију, продукцију видео игара и анимирану уметност.

## Такмичења
Међународно кореографско такмичење Хановер, Немачка, је најдуже кореографско такмичење на свету (започето око 1982), у организацији Балетског друштва Хановер е.В. Одржало се онлајн током пандемије Ковида-19 2020. и 2021. године, а на сцену Театра код Егија се вратило 2022. Грегор Золиг, главни кореограф игре у Државном театру Брауншвајг, именован је за уметничког директора такмичења 2020. године. Услови за упис су да уписници морају бити млађи од 40 година и стручно оспособљени. Такмичење се спроводи у сарадњи са Фондацијом Тања Лидтке од њене смрти 2008. године, а од 2021. године фондација додељује нову награду за продукцију, која употпуњује пет осталих награда за продукцију. Награде за 2021. и 2022. уручио је Марко Геке, тадашњи директор Државног балета театра Хановера.
Постоји низ других међународних кореографских такмичења, углавном усмерених на савремени плес. То укључује:
- Међународно такмичење балета и кореографије у Пекингу, Пекинг, Кина
- Платформа за савремени плес, Кипар, Грчка
- Међународно такмичење кореографа у Копенхагену, Копенхаген, Данска (CICC), основано 2008. године[18]
- Хелсиншко балетско такмичење, награда за кореографију, Хелсинки, Финска
- Међународно кореографско такмичење, Рим, Италија
- Московско балетско такмичење и конкуренција кореографа, Москва, Русија
- Награда кореографа Нове Авантуре, Лондон, УК
- Монтреалска награда за плес, Монтреал, Канада
- Међународно балетско такмичење Валентина Козлова, Брисел, Белгија
- Међународно балетско такмичење Варна, награда за кореографију, Варна, Бугарска

Међународно онлајн такмичење у плесу (IODC) уведено је 2020. као одговор на пандемију Ковида-19, са Гран при вредном 1.000 долара.